# シンコピー・フィルムズ
シンコピー・フィルムズ（Syncopy Films）は、クリストファー・ノーランが設立したイギリスの制作会社である。社名のシンコピー（Syncopy）は失神（Syncope）から来ている。

## フィルモグラフィ
- フォロウィング Following（1998年）クレジット無し[2]
- バットマン ビギンズ Batman Begins（2005年）
- プレステージ The Prestige（2006年）
- ダークナイト The Dark Knight（2008年）
- インセプション Inception（2010年）
- ダークナイト ライジング The Dark Knight Rises（2012年）
- マン・オブ・スティール Man of Steel（2013年）
- トランセンデンス Transcendence（2014年）製作
- インターステラー Interstellar（2014年）
- ダンケルク Dunkirk（2017年）
- TENET テネット Tenet（2020年）
- オッペンハイマー Oppenheimer（2023年）